# Tenochtitlán (municipalité)
La municipalité de Tenochtitlán est l'une des 212 municipalités de l'État de Veracruz, et est située dans la partie centrale de cet État. Située sur la côte du golfe du Mexique, elle se trouve sur les contreforts du massif de la Sierra Madre orientale, et est à cheval entre deux bassins versants, celui du fleuve Río Nautla et celui du fleuve côtier Río Misantla. Son chef-lieu est la ville éponyme de Tenochtitlán. Elle dépend de la région administrative de Nautla, du nom du fleuve Río Nautla qui la traverse, et est une des 10 subdivisions administratives de l'État de Veracruz.

## Géographie
La municipalité de Tenochtitlán s'étend du nord au sud entre les bassins versants du fleuve Río Nautla au nord et Río Misantla au sud. Elle est traversée dans la partie nord par la rivière Río Kilate, affluente du Río Nautla, tandis qu'au sud, c'est un affluent du fleuve côtier Río Misantla qui la traverse. Assise sur les piémonts, puis les contreforts du massif de Sierra Madre orientale, son altitude oscille entre 400 et 2300 mètres. Son chef-lieu, la ville éponyme de Tenochtitlán, se situe dans la partie sud-est de son territoire. Ce territoire couvre une superficie de 87 km2, et était peuplé en 2020 de 58 habitants par km2.
Cette municipalité est limitrophe au nord-ouest de celle d'Atzalan, à l'ouest de celle d'Altotonga, au sud de celles de Tlacolulan et de Tonayán, et à l'est de celle de Misantla.

## Composition et démographie
La municipalité était composée en 2020 de 28 localités, dont aucune n'était considérée comme urbaine, toutes étant rurales.
| Localité            | Population |
| ------------------- | ---------- |
| Tenochtitlán        | 1985       |
| El Colorado         | 1115       |
| Cuauhtémoc          | 304        |
| El Porvenir         | 201        |
| Tonalmil            | 140        |
| Reste des localités | 1295       |
| Total population    | 5040       |

En plus de l'espagnol, plusieurs langues amérindiennes sont parlées dans la municipalité, dont les principales sont par ordre d'importance : le totonaque, le nahuatl, et le cuicatèque.

## Histoire
Le peuplement de Tenochtitlán s'amorce au XIXe siècle, avec la migration de paysans venus de Tlacolulan pour y cultiver de nouvelles terres. Tenochtitlán devient, par décret, une municipalité en 1931.

## Économie

### Agriculture et élevage
La superficie des parcelles semées représentait en 2021 une surface totale de 1690,7 hectares, parmi lesquels 1051 hectares étaient voués à la culture du caféier, et 639,7 hectares étaient voués à celle du maïs.
En 2021, la production de viande par tonnes comprenait 362,7 tonnes de viande bovine, 72,4 tonnes de viande porcine, 7,1 tonnes de viande ovine, 7,8 tonnes de viande caprine, 22,7 tonnes de volailles, et 1,7 tonne de dinde. La superficie vouée à l'élevage représentait alors 1780 hectares.